# Antalis porcata
Antalis porcata är en blötdjursart som först beskrevs av Gould 1859.  Antalis porcata ingår i släktet Antalis och familjen Dentaliidae. Inga underarter finns listade i Catalogue of Life.